# Martin Galia

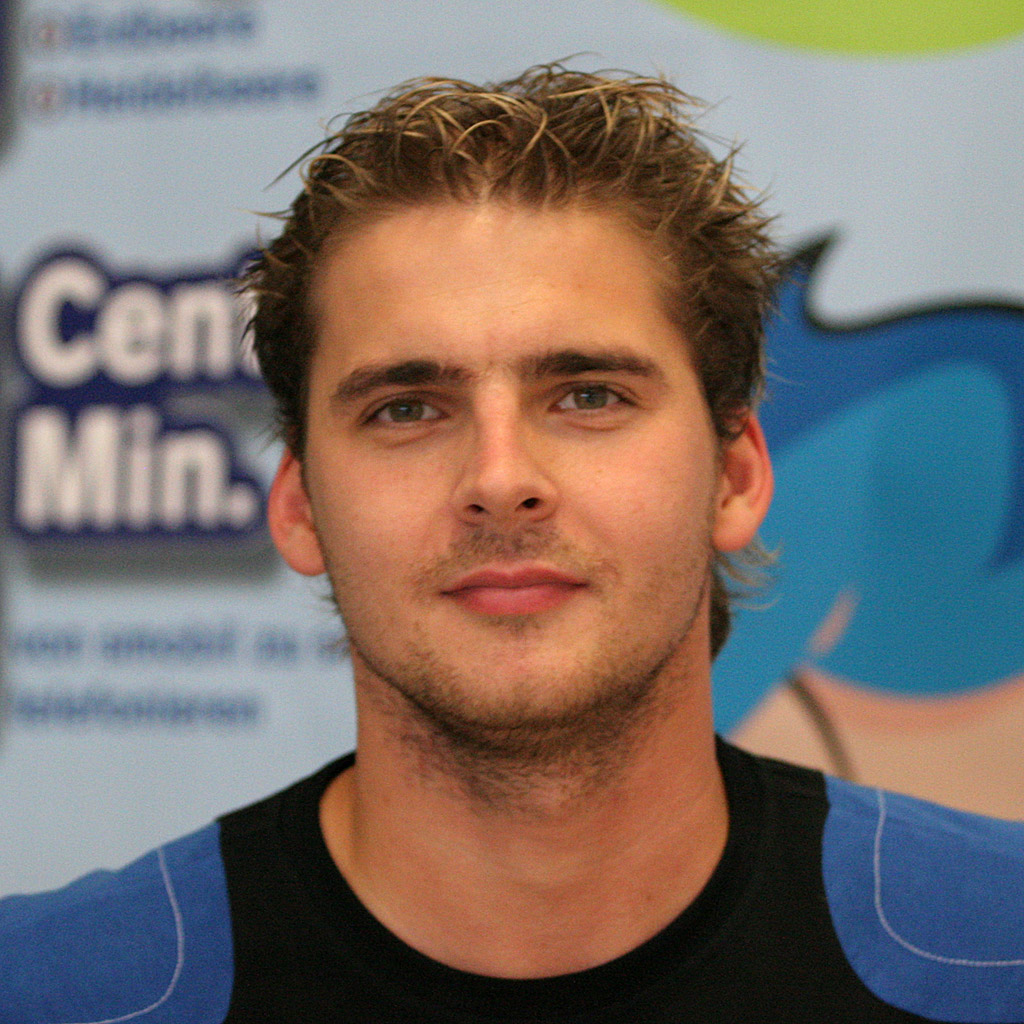
Martin Galia 2008.

Martin Galia, född 12 april 1979 i Ostrava i dåvarande Tjeckoslovakien, är en tjeckisk handbollsmålvakt. Han fick sitt genombrott i Göteborgsklubben Redbergslids IK, säsongen 2003/2004. Efter säsongen blev han proffs i tyska Bundesliga.
Den 28 mars 2009 upptäcktes ämnet oktopamin i Galias urin, vid en dopningskontroll efter en Bundesligamatch. Efter att även B-provet var positivt, dömdes Galia till avstängning i sex månader och var tvungen att betala 20 000 euro i böter.

## Klubbar
- HC Baník Karviná (2002–2003)
- Redbergslids IK (2003–2004)
- Frisch Auf Göppingen (2004–2008)
- TBV Lemgo (2008–2011)
- TV Großwallstadt (2011–2013)
- TSV St. Otmar St. Gallen (2013–2016)
- Górnik Zabrze (2016–)